# Thị trường tài chính
Thị trường tài chính là một thị trường trong đó mọi người và các thể chế có thể trao đổi các chứng khoán tài chính, các hàng hóa, và các món giá trị có thể thay thế khác với chi phí giao dịch thấp và tại các giá cả phản ánh cung và cầu. Các chứng khoán bao gồm cổ phiếu và trái phiếu, và các hàng hóa bao gồm kim loại quý hoặc hàng hóa nông nghiệp.
Có cả các thị trường nói chung (trong đó nhiều hàng hóa được giao dịch) và các thị trường chuyên ngành (trong đó chỉ có một hàng hóa được giao dịch). Thị trường làm việc bằng cách đặt nhiều người mua và người bán quan tâm, trong đó có các hộ gia đình, các doanh nghiệp và cơ quan chính phủ, trong một "nơi", do đó làm cho họ tìm thấy nhau dễ dàng hơn. Một nền kinh tế chủ yếu dựa vào các tương tác giữa người mua và người bán để phân bổ nguồn lực được gọi là một nền kinh tế thị trường tương phản với một kinh tế kế hoạch hay một nền kinh tế phi thị trường chẳng hạn như một nền kinh tế quà tặng.
Trong tài chính, thị trường tài chính tạo điều kiện:
- Việc nâng vốn (trong các thị trường vốn)
- Việc chuyển giao rủi ro (trong các thị trường phái sinh)
- Phát hiện giá
- Các nghiệp vụ toàn cầu với hội nhập của các thị trường tài chính
- Việc chuyển giao tính thanh khoản (trong các thị trường tiền tệ)
- Thương mại quốc tế (trong các thị trường tiền tệ)

- và được sử dụng để phù hợp những người muốn có vốn với những người có vốn.
Thường một người vay phát hành một biên nhận cho người cho vay và hứa sẽ trả lại vốn. Các biên nhận này là các chứng khoán có thể được mua hoặc bán tự do. Đổi lại việc cho vay tiền cho người vay, người cho vay sẽ mong đợi một số bồi thường theo hình thức lãi vay hay cổ tức. Hoàn vốn đầu tư này là một phần cần thiết của thị trường để đảm bảo các nguồn tiền được cung cấp cho họ. Thị trường tài chính giúp vay vốn trong dân cư và ở nước ngoài dễ dàng hơn để giải quyết bội chi, không cần phát hành tiền nên lạm phát sẽ giảm.

## Cơ sở khách quan cho sự ra đời
Thị trường tài chính là sản phẩm tất yếu của nền kinh tế thị trường, sự xuất hiện và tồn tại của thị trường này xuất phát từ yêu cầu khách quan của việc giải quyết mâu thuẫn giữa nhu cầu và khả năng cung ứng vốn lớn trong nền kinh tế phát triển. Trong nền kinh tế luôn tồn tại hai trạng thái trái ngược nhau giữa một bên là nhu cầu và một bên là khả năng về vốn. Mâu thuẫn này ban đầu được giải quyết thông qua hoạt động của ngân hàng với vai trò trung gian trong quan hệ vay mượn giữa người có vốn và người cần vốn. Khi kinh tế hàng hóa phát triển cao, nhiều hình thức huy động vốn mới linh hoạt hơn nảy sinh và phát triển, góp phần tốt hơn vào việc giải quyết cân đối giữa cung và cầu về các nguồn lực tài chính trong xã hội, làm xuất hiện các công cụ huy động vốn như trái phiếu, cổ phiếu của các doanh nghiệp, trái phiếu của chính phủ... - Đó là những loại giấy tờ có giá trị, gọi chung là các loại chứng khoán. Và từ đó xuất hiện nhu cầu mua bán, chuyển nhượng giữa các chủ sở hữu khác nhau các loại chứng khoán. Điều này làm xuất hiện một loại thị trường để cân đối cung cầu về vốn trong nền kinh tế là thị trường tài chính.
Do đó, Cơ sở khách quan cho sự ra đời của thị trường tài chính là sự giải quyết mẫu thuẫn giữa cung và cầu về vốn trong nền kinh tế thông qua các công cụ tài chính đặc biệt là các loại chứng khoán, làm nảy sinh nhu cầu mua bán, chuyển nhượng chứng khoán giữa các chủ thể khác nhau trong nền kinh tế. Chính sự phát triển của nền kinh tế hàng hóa và tiền tệ mà đỉnh cao của nó là kinh tế thị trường làm nảy sinh một loại thị trường mới là thị trường tài chính.
Thị trường tài chính hình thành và phát triển gắn liền với sự phát triển của nền kinh tế thị trường. Sự phát triển của nền kinh tế thị trường đã làm xuất hiện những chủ thể cần nguồn tài chính và những người có khả năng cung ứng nguồn tài chính. Khi nền kinh tế thị trường ngày càng phát triển thì các hoạt động về phát hành và mua bán lại các chứng khoán cũng phát triển, hình thành một thị trường riêng nhằm làm cho cung cầu nguồn tài chính gặp nhau dễ dàng và thuận lợi hơn, đó là thị trường tài chính.

### Điều kiện cần thiết hình thành thị trường tài chính
1. Nền kinh tế hàng hóa phát triển, tiền tệ ổn định, với mức độ lạm phát có thể kiểm soát được;
2. Các công cụ của thị trường tài chính phải đa dạng tạo ra các phương tiện chuyển giao quyền sử dụng các nguồn tài chính;
3. Hình thành và phát triển hệ thống các trung gian tài chính;
4. Xây dựng, hoàn thiện hệ thống pháp luật và tổ chức quản lý nhà nước để giám sát sự hoạt động của thị trường tài chính;
5. Phải tạo cơ sở vật chất kỹ thuật và hệ thống thông tin kinh tế phục vụ cho hoạt động của thị trường tài chính;
6. Cần có đội ngũ các nhà kinh doanh, các nhà quản lý am hiểu thị trường tài chính và phải có đông đảo các nhà đầu tư có kiến thức, dám mạo hiểm trước những rủi ro có thể xảy ra.

## Công cụ của thị trường tài chính
Để chuyển giao quyền sử dụng các nguồn tài chính, các công cụ chủ yếu được sử dụng trên thị trường tài chính là các loại chứng khoán. Chứng khoán là chứng từ dưới dạng giấy tờ hoặc ghi trên hệ thống thiết bị điện tử xác nhận các quyền hợp pháp của người sở hữu chứng từ đó đối với người phát hành; hoặc chứng khoán là chứng chỉ hoặc bút toán ghi sổ, xác nhận các quyền và lợi ích hợp pháp của người sở hữu chứng từ đó đối với người phát hành.
Chứng khoán có nhiều loại khác nhau; có thể phân loại chứng khoán dựa theo các tiêu thức khác nhau:
- Căn cứ vào kỳ hạn huy động:
  - Chứng khoán ngắn hạn, có thời hạn dưới 1 năm;
  - Chứng khoán trung và dài hạn. Trung hạn từ 1 đến 5 năm, dài hạn là trên 5 năm.
- Căn cứ vào chủ thể phát hành:
  - Chứng khoán chính phủ trung ương và địa phương;
  - Chứng khoán của các ngân hàng và tổ chức tín dụng;
  - Chứng khoán doanh nghiệp.
- Căn cứ vào lợi tức:
  - Chứng khoán có lợi tức ổn định;
  - Chứng khoán có lợi tức không ổn định.
- Căn cứ vào tiêu chuẩn pháp lý:
  - Chứng khoán vô danh;
  - Chứng khoán hữu danh.
- Căn cứ vào tính chất chứng khoán:
  - Cổ phiếu (chứng khoán vốn);
  - Trái phiếu (chứng khoán nợ);
  - Chứng khoán phái sinh.
- Căn cứ vào tính chất của người phát hành:
  - Chứng khoán khởi thủy;
  - Chứng khoán thứ cấp.

## Cấu trúc thị trường tài chính
Căn cứ vào thời gian sử dụng nguồn tài chính huy động được
1. Thị trường tiền tệ: Là một thị trường tài chính chỉ có các công cụ ngắn hạn (kỳ hạn thanh toán dưới 1 năm);
2. Thị trường vốn: Là thị trường diễn ra việc mua bán các công cụ nợ dài hạn như cổ phiếu, trái phiếu. Thị trường vốn được phân thành ba bộ phận là thị trường cổ phiếu, các khoản cho vay thế chấp và trái phiếu.

Căn cứ theo phương thức huy động nguồn tài chính
1. Thị trường nợ: Phương pháp chung nhất mà các công ty sử dụng để vay vốn trên thị trường tài chính là đưa ra một công cụ vay nợ, ví dụ như trái khoán hay một món vay thế chấp. Công cụ vay nợ là sự thoả thuận có tính chất hợp đồng có lãi suất cố định và hoàn trả tiền vốn vào cuối kì hạn. Kì hạn dưới 1 năm là ngắn hạn, trên 1 năm là trung và dài hạn. Thị trường nợ là thị trường diễn ra việc mua bán các công cụ nợ kể trên;
2. Thị trường vốn cổ phần: Phương pháp thứ hai để thu hút vốn là các công ty phát hành cổ phiếu. Người nắm giữ cổ phiếu sở hữu một phần tài sản của công ty có quyền được chia lợi nhuận ròng từ công ty sau khi trừ chi phí, thuế và thanh toán cho chủ nợ (những người sở hữu công cụ nợ).

Căn cứ vào sự luân chuyển các nguồn tài chính
1. Thị trường sơ cấp: Là thị trường tài chính trong đó diễn ra việc mua bán chứng khoán đang phát hành hay chứng khoán mới. Việc mua bán chứng khoán trên thị trường cấp một thường được tiến hành thông qua trung gian là các ngân hàng;
2. Thị trường thứ cấp: Là thị trường mua bán lại những chứng khoán đã phát hành. Khi diễn ra hoạt động mua bán chứng khoán trên thị trường này thì người vừa bán chứng khoán nhận được tiền bán chứng khoán còn công ty phát hành không thu được tiền nữa, một công ty thu được vốn chỉ khi chứng khoán của nó được bán lần đầu tiên trên thị trường sơ cấp.[1]

Căn cứ vào tính chất pháp lý
1. Thị trường tài chính chính thức: là bộ phận của thị trường tài chính, mà tại đó mọi hoạt động huy động, cung ứng, giao dịch các nguồn tài chính được thực hiện theo những nguyên tắc, thể chế do nhà nước quy định rõ ràng trong các văn bản pháp luật. Các chủ thể tham gia được pháp luật thừa nhận và bảo vệ;
2. Thị trường tài chính không chính thức: là thị trường tài chính, mà ở đó mọi hoạt động huy động, cung ứng, giao dịch các nguồn tài chính và người cần nguồn tài chính không theo những nguyên tắc, thể chế do nhà nước quy định.

## Chức năng, Vai trò của thị trường tài chính

### Chức năng của thị trường tài chính
1. Chức năng dẫn nguồn tài chính từ những chủ thể có khả năng cung ứng nguồn tài chính đến những chủ thể cần nguồn tài chính:
  - Thị trường tài chính đóng vai trò là kênh dẫn vốn từ người tiết kiệm đến người kinh doanh. Giúp cho việc chuyển vốn từ người không có cơ hội đầu tư sinh lợi đến những người có cơ hội đầu tư sinh lợi.
  - Thị trường tài chính thúc đẩy việc tích lũy và tập trung tiền vốn để đáp ứng nhu cầu xây dựng cơ sở vật chất kỹ thuật, sản xuất kinh doanh.
  - Thị trường tài chính giúp cho việc sử dụng vốn có hiệu quả hơn, không chỉ đối với người có tiền đầu tư mà còn cả với người vay tiền để đầu tư. Người cho vay sẽ có lãi thông qua lãi suất cho vay. Người đi vay vốn phải tính toán sử dụng vốn vay đó hiệu quả nhất do họ phải hoàn trả cả vốn và lãi cho người cho vay đồng thời phải tạo thu nhập và tích lũy cho chính bản thân mình.
  - Thị trường tài chính tạo điều kiện thuận lợi cho việc thực hiện các chính sách mở cửa, cải cách kinh tế của Chính phủ thông qua các hình thức như phát hành trái phiếu ra nước ngoài, bán cổ phần, thu hút vốn đầu tư nước ngoài vào các ngành sản xuất kinh doanh trong nước.
  - Thị trường tài chính cho phép sử dụng các chứng từ có giá, bán cổ phiếu, trái phiếu, đổi tiền.
2. Chức năng cung cấp khả năng thanh khoản cho các chứng khoán;
3. Chức năng cung cấp thông tin kinh tế và đánh giá giá trị của doanh nghiệp.

### Vai trò của thị trường tài chính
1. Thị trường tài chính thu hút, huy động các nguồn tài chính trong và ngoài nước, khuyến khích tiết kiệm và đầu tư;
2. Thị trường tài chính góp phần thúc đẩy, nâng cao hiệu quả sử dụng tài chính;
3. Khuyến khích tiết kiệm và đầu tư.
4. Thị trường tài chính thực hiện chính sách tài chính, chính sách tiền tệ của nhà nước.